# Iride (divinità)
Iride (in greco antico: Ἶρις?, Íris), conosciuta anche come Iris, Iri, Taumantia e Taumantiade, è un personaggio della mitologia greca.
Dea minore dell'Olimpo, messaggera degli dèi e personificazione dell'arcobaleno.

## Mitologia
Figlia di Taumante ed Elettra, è gemella della dea Arke e sorella delle tre terribili arpie, Celeno, Ocipete ed Aello.
È citata nell'Iliade, in cui si legge, ad esempio, che «Zeus padre dall’Ida… incitò… Iris dall’ali d’oro a portare in fretta un messaggio.» e l'intera famiglia è citata da Esiodo: «E Taumante sposò di Oceano dai gorghi profondi la figlia Elettra. Ed Iris veloce diè questa alla luce, con Occhipete e Procella, le Arpie dalle fulgide chiome, che a pari erano a volo coi soffi del vento e gli uccelli, sopra le veloci penne».
Nel quinto libro dell'Eneide è inviata da Giunone per incitare le troiane, stanche dei travagli del lungo vagare, a dare alle fiamme la flotta di Enea. È inoltre nuovamente inviata dagli dei che, per pietà, mandano Iride a recidere il filo del destino di Didone in un atroce dolore con l'aiuto dell'inesorabile Moira Atropo.
A differenza di Ermes, la "veloce" Iride non appartiene al culto ellenico, ma solo al mito, quindi era un personaggio mitologico, non venerato dal popolo.
È vestita di "iridescenti" gocce di rugiada ed è proprio per la sua luminosità di colore variabile che la membrana dell'occhio si chiama "iride".

## Compito

Iride tra Zeus ed Era in un'anfora greca conservata al Museo archeologico nazionale delle Marche

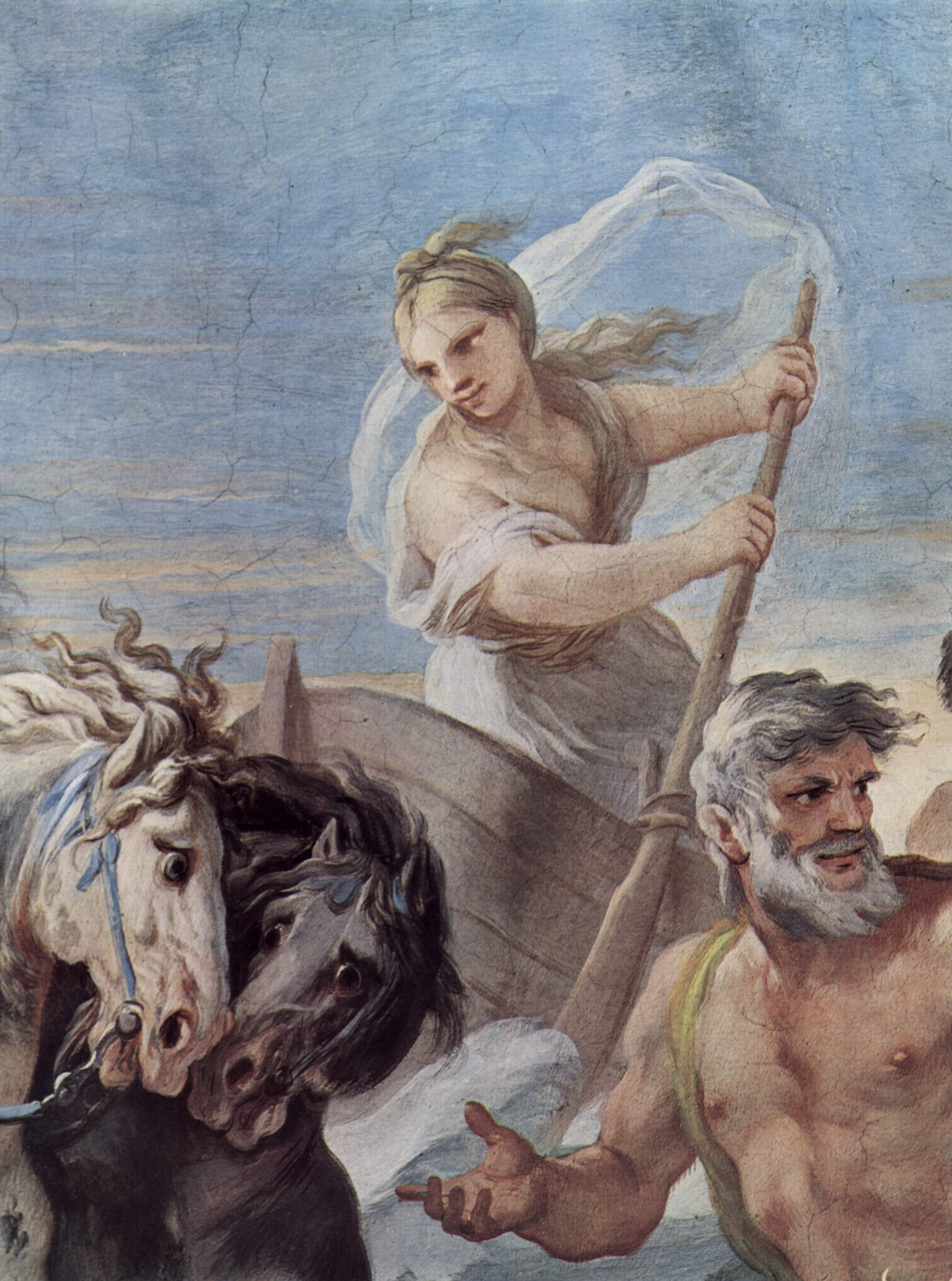
Iride in un affresco di Luca Giordano

Il compito specifico della dea Iride era quello di annunciare agli uomini messaggi funesti, dal momento che era Hermes il dio che portava messaggi propizi da parte degli dèi. Iride svolge il suo compito di messaggera grazie a grandi ali d'oro con le quali vola rapida a portare gli ordini di Zeus.
Nelle opere di Esiodo, Iris aveva anche il compito di portare l'acqua dal fiume Stige, ogni volta che gli dèi dovevano prestare un giuramento solenne: chiunque avesse bevuto l'acqua e mentito avrebbe perso la voce o la coscienza per un massimo di sette anni.
Nella Divina Commedia, Dante afferma in Purgatorio (canto XXI, 46) che nell'alto di quella montagna non poteva arrivare gli umidi vapori della terra, né perciò si verificavano piogge, e neppure l'arcobaleno, che si forma nell’aria dopo la pioggia. Iris è citata in queste terzine come colei che suscita l'arcobaleno ed è indicata con l'epiteto "figlia di Taumante".
Perciò non pioggia, non grando, non neve,
Non rugiada, non brina più su cade
Che la scaletta de’ tre gradi breve;
Nuvole spesse non paíon, né rade,
Né corruscar, né figlia di Taumante,
Che di là cangia sovente contrade.
Dante cita la dea, con il nome di "Iri", anche in Paradiso XXXIII, 115.